# Christmas Kisses
Albums de Ariana Grande
Yours Truly
(2013) My Everything
(2014)
Singles
1. Last Christmas
Sortie : 19 novembre 2013
2. Love Is Everything
Sortie : 26 novembre 2013
3. Snow in California
Sortie : 3 décembre 2013
4. Santa Baby
Sortie : 10 décembre 2013
5. Santa Tell Me
Sortie : 24 novembre 2014

Christmas Kisses est le premier EP de la chanteuse américaine Ariana Grande, sortie le 17 décembre 2013 en téléchargement numérique partout dans le monde puis le 5 décembre 2014 en version CD uniquement au Japon, sous le label Republic. L'EP contient quatre chansons, deux reprises et deux originales, autour du thème de Noël.

## Sorties des chansons
Le 6 novembre 2013, Ariana Grande a annoncé sur Twitter l'enregistrement d'un EP sur le thème de Noël avec des reprises de chansons connues. Elle annonce aussi qu'elle sortira séparément toutes les chansons de l'EP chaque début de semaine à partir du 19 novembre 2013.
La première chanson est sortie le 19 novembre 2013. Il s'agit de Last Christmas, une reprise du groupe Wham!. La seconde chanson est sortie la semaine suivante. Intitulée Love Is Everything, c'est la première chanson originale de l'EP. Puis la première semaine de décembre, Ariana a sorti la troisième chanson de L'EP, Snow in California. Enfin, le 10 décembre 2013, est sortie la quatrième et dernière chanson. Intitulée Santa Baby, c'est une reprise du classique de Eartha Kitt. C'est aussi le seul featuring de l'EP, Ariana chante avec Elizabeth Gillies (sous le nom de Liz Gillies), son ancienne co-star dans la comédie musicale 13 et dans la série Victorious.

## Liste des titres
| No | Titre                          | Auteur                                                                                               | Durée |
| -- | ------------------------------ | --- | ----- |
| 1. | Last Christmas                 | George Michael                                                                                       | 3:24  |
| 2. | Love Is Everything             | Ariana Grande, Khristopher Riddick-Tynes, Leon Thomas III, Kenneth "Babyface" Edmonds, Antonio Dixon | 3:33  |
| 3. | Snow in California             | Ariana Grande, Khristopher Riddick-Tynes, Leon Thomas III, Kenneth "Babyface" Edmonds, Antonio Dixon | 3:37  |
| 4. | Santa Baby (Feat. Liz Gillies) | Joan Javits, Philip Springer, Tony Springer                                                          | 2:51  |

| 5. | Santa Tell Me | Ariana Grande, Savan Kotecha, Ilya | 3:24 |

## Crédits
Informations issues et adaptées du site Discogs (édition standard).
| - Ariana Grande : interprète principale - Liz Gillies : interprète - India Benet : chœurs - Kenneth "Babyface" Edmonds : producteur, auteur, compositeur, guitare - Antonio Dixon : producteur, auteur, compositeur, programmations - The Rascals : producteurs, programmations - Khristopher Riddick-Tynes : auteur, compositeur - Leon Thomas III : auteur, compositeur - George Michael : auteur, compositeur - Joan Javits : auteur, compositeur | - Philip Springer : auteur, compositeur - Tony Springer : auteur, compositeur - Ivy Skoff : instruments à cordes (arrangement) - Demonte Posey : instruments à cordes (arrangement) - Paul Boutin : enregistrement et mixage - Tony Maserati : mixage - James Krausse : ingénieur - Jon Castelli : ingénieur - Justin Hergett : ingénieur |